# Arnold Henry Bergier
Arnold Henry Bergier (1914, Nueva York - 19 de enero de 2007, idem) fue un escultor estadounidense creador de esculturas de bronce, vivió en Nueva York.

## Datos biográficos
Arnold Henry Berger nació en la localidad de  Cincinnati, en el estado de Ohio el año 1914. Hijo de Henry y Edna Berger.
Estudió en la Universidad Estatal de Ohio.
Durante la gran depresión trabajó como cantante en el coro de la Metropolitan Opera House de Nueva York.·
En 1938 se trasladó a París y estudió arte como alumno de los pintores Camilo Egas y Robert Gwathmey (en). Permaneció en Europa hasta el comienzo de la Segunda Guerra Mundial. En Francia cambió su apellido de Berger a Bergier.
Durante la contienda sirvió en la Armada de los Estados Unidos, primero en el Pacífico, en una embarcación anfivia LST y después trazando mapas a partir de fotos aéreas. Pasó al servicio del almirante Nimitz, como artista y fotógrafo; realizó los bustos de los almirantes Chester Nimitz y  William Halsey, Jr..
Tras la guerra, regresó a Estados Unidos, y por encargo realizó el busto de Albert Einstein. Esta obra se realizó a partir del encuentro de ambos en Princeton, Nueva Jersey. Por entonces, Einstein impartía clases en el Instituto de Estudios Avanzados de Princeton. Fruto de este encuentro Bergier adquirió los principios del federalismo mundial.
En 1960 su estudio ubicado en Greenwich Avenue y la calle 10, de Manhattan, fue demolido para levantar un edificio de 14 plantas. Bergier fue defensor de la conservación del West Village de Nueva York frente a la vorágine constructora.
Realizó también esculturas para espacios públicos y religiosos.·

## Obras
- John Dewey (1940)
- John Barbirolli (1941)
- Arturo Toscanini (1942)
- Chester Nimitz (1945)[2]
- Albert Einstein (1948)[2]
- Four Stones (1952) paneles para una sinagoga.[5]
- Richard E. Byrd placa memorial (1956)
- Moisés (busto de Moisés) 1967
- Walt Whitman placa  memorial (1968)
- Madonna (1968)